# Ramón Corral
Ramón Corral Verdugo (Álamos, 10 januari 1854 – Parijs, 10 november 1912) was een Mexicaans politicus en militair.
Corral kreeg nationale bekendheid door het bestrijden van de Yaqui-indianen uit de deelstaat Sonora, die onder hun leider Cajemé in opstand waren gekomen tegen het centrale gezag. Hij stond bekend om zijn brute aanpak van de Yaqui. Corral slaagde erin Cajemé te verslaan en gevangen te nemen. In 1896 werd hij gouverneur van Sonora. In 1900 werd hij gouverneur van het Federaal District en in 1903 minister van binnenlandse zaken.
In 1904 besloot president Porfirio Díaz, vanwege zijn ouderdom, de functie van vicepresident herintevoeren. Hij was aanvankelijk van plan José Yves Limantour aan te wijzen, maar deze bedankte voor de eer, zodat Corral vicepresident werd. Corral werd daarmee de meest waarschijnlijke kandidaat die Díaz zou opvolgen. Desalniettemin was Corral een controversieel en impopulair politicus. Toen Díaz in 1910 voor de achtste keer herkozen wilde worden, was Corral wederom zijn kandidaat voor vicepresident, ondanks vele aanbevelingen een ander persoon te kiezen. Díaz' keuze voor Corral droeg bij aan de populariteit van Francisco I. Madero, die het tegen Díaz opnam in die verkiezing. De verkiezingen werden vervalst en Madero ontvluchtte naar de Verenigde Staten. Aldaar bereidde hij een opstand voor en eiste het aftreden van Díaz en Corral. Door de Mexicaanse Revolutie die hierdoor uitbrak was de regering van Díaz en Corral niet meer houdbaar. In mei 1911 traden ze af en vluchtten naar Frankrijk, waar Corral een jaar later overleed.
- Biblioteca Nacional de España: XX4961446
- Bibliothèque nationale de France: cb10266115h (data)
- Gemeinsame Normdatei: 131849220
- International Standard Name Identifier: 0000 0001 1617 5233
- Library of Congress Control Number: n85236707
- SNAC: w6s18cs6
- Système universitaire de documentation: 226124177
- Virtual International Authority File: 34445664
- WorldCat: E39PBJppwtBXM64WwqpVcy9Yyd